# قسم سياوشان الريفي (مقاطعة آشتيان)
قسم سیاوشان الريفي (بالفارسية: دهستان سیاوشان) هي قسم تقع في إيران في قسم. يقدر عدد سكانها بـ 2,610 نسمة .